# Pyrausta flavimarginalis
Pyrausta flavimarginalis là một loài bướm đêm trong họ Crambidae.